# Isa Kahraman
Isa Kahraman (Midyat (Turkije), 1 april 1974) is een Nederlands politicus van Nieuw Sociaal Contract (NSC). Sinds 6 december 2023 is hij lid van de Tweede Kamer der Staten-Generaal, nadat hij verkozen werd bij de verkiezingen van 22 november 2023.
Kahraman vluchtte in 1982 naar vanuit Zuidoost-Turkije naar Nederland. Hij studeerde in 1998 af aan de Saxion Hogeschool in commerciële economie. Hij werkte vervolgens als manager bij een internationaal adviesbureau.
Voordat hij Tweede Kamerlid werd, was Kahraman al politiek actief van 2006 tot 2018 als gemeenteraadslid in Rijssen-Holten namens het Christen-Democratisch Appèl (CDA).

## Persoonlijk
Kahraman is van Aramese afkomst en was vier jaar lang secretaris van de Aramese Federatie in Nederland. Hij woont in Rijssen.
Diederik Boomsma · Faith Bruyning · Olger van Dijk · Annemarie Heite · Rosanne Hertzberger · Harm Holman · Folkert Idsinga · Agnes Joseph · Isa Kahraman · Willem Koops · Ria de Korte · Bram Kouwenhoven · Wytske Postma · Ilse Saris · Jesse Six Dijkstra · Aant Jelle Soepboer · Nicolien van Vroonhoven · Sander van Waveren · Merlien Welzijn · Natascha Wingelaar
- Parlement.com: vm6ukgmaekmd